# Anaya albicosta
Anaya albicosta är en insektsart som först beskrevs av Melichar 1902.  Anaya albicosta ingår i släktet Anaya och familjen Flatidae. Inga underarter finns listade i Catalogue of Life.